# سباق طواف فرنسا 1993
سباق طواف فرنسا 1993 من سلسلة سباقات سباق طواف فرنسا. أقيم هذا السباق في تاريخ 3 يوليو - 25 يوليو، 1993 على 20+Prologue مراحل. بعد مرور 95 ساعة و57 دقيقة و09 ثانية وبعد طي 3714.3 كم بمتوسط 38.71 كم في الساعة فاز بالميدالية الذهبية ميغيل إندوراين من إسبانيا، فيما حصد توني رومنجر من سويسرا الميدالية الفضية، وكانت الميدالية البرونزية من نصيب زينون جاسكوتا من بولندا.

## الميداليات
| ذهب                      | فضة                  | برونز                  |
| ميغيل إندوراين - إسبانيا | توني رومنجر - سويسرا | زينون جاسكوتا - بولندا |